# Rhynchospora depauperata
Rhynchospora depauperata là loài thực vật có hoa trong họ Cói. Loài này được Palla miêu tả khoa học đầu tiên năm 1908.